# Shinnosuke Nakatani
Shinnosuke Nakatani (中谷 進之介 Nakatani Shinnosuke?, Sakura, Chiba, 24 de marzo de 1996) es un futbolista japonés que juega como defensa en el Gamba Osaka de la J1 League.

## Trayectoria

### Clubes
| Club             | País  | Año       |
| ---------------- | ----- | --------- |
| Kashiwa Reysol   | Japón | 2014-2018 |
| J. League sub-22 | Japón | 2014-2015 |
| Nagoya Grampus   | Japón | 2018-2023 |
| Gamba Osaka      | Japón | 2024-     |

## Palmarés

### Títulos nacionales
| Título         | Club           | País  | Año  |
| -------------- | -------------- | ----- | ---- |
| Copa J. League | Nagoya Grampus | Japón | 2021 |

### Títulos internacionales
| Título                                | Club (*)           | País  | Año  |
| ------------------------------------- | ------------------ | ----- | ---- |
| Campeonato de Fútbol de Asia Oriental | Selección de Japón | Japón | 2022 |

(*) Incluyendo la selección.